# Jean-Baptiste Chamborre
Jean-Baptiste Chamborre est un homme politique français né le 20 avril 1761 à Mâcon (Saône-et-Loire) ((de Claude-Louis Chamborre et Marie Bouillet) et décédé le 29 avril 1837 à Cruzille (Saône-et-Loire).

## Biographie
Il fut maire de Mâcon de janvier à novembre 1791.
Procureur à Mâcon, il est élu suppléant en 1792 et admis à siéger comme député de Saône-et-Loire le 31 juillet 1793. Entré au Conseil des Cinq-Cents le 4 brumaire an IV, en qualité d'ex-conventionnel et y reste jusqu'en l'an VII. Il est ensuite commissaire du gouvernement près le tribunal civil de la Seine, puis juge au même tribunal, jusqu'à la fin du Premier Empire.
Il se rendit acquéreur en 1827 du château de Cruzille, en Haut-Mâconnais.
Il repose au cimetière de Cruzille.

## Sources
- « Jean-Baptiste Chamborre », dans Adolphe Robert et Gaston Cougny, Dictionnaire des parlementaires français, Edgar Bourloton, 1889-1891 [détail de l’édition]